# Singularity (Peter Hammill)
Singularity è un album in studio del cantante britannico Peter Hammill, pubblicato nel 2006.

## Tracce
1. Our Eyes Give It Shape – 4:33
2. Event Horizon – 6:03
3. Famous Last Words – 5:50
4. Naked to the Flame – 5:26
5. Meanwhile My Mother – 4:30
6. Vainglorious Boy – 5:11
7. Of Wire, of Wood – 1:34
8. Friday Afternoon – 5:04
9. White Dot – 6:22